# Маленький друг
«Маленький друг» (англ. The Little Friend) — второй роман американской писательницы Донны Тартт. Впервые роман был опубликован издательством Alfred A. Knopf 22 октября 2002 года, через десять лет после её первого романа «Тайная история».
Роман «Маленький друг» — это таинственное приключение, в центре которого находится молодая девушка Гарриет Клив Дюфрен, живущая в Миссисипи в начале 1970-х годов. Повествование ведётся в русле переживаний Гарриет по поводу необъяснимой смерти её брата Робина, который был убит в 1964 году в возрасте девяти лет. Кроме того, в романе большое внимание уделяется динамике развития большой семьи Гарриет, в частности, её тетушек, а также образу жизни и обычаям южан.
В 2002 году в интервью The Guardian Тартт описала роман как «пугающую, страшную книгу о детях, вступающих в контакт с миром взрослых пугающим образом». Тартт сказала интервьюеру, что «Маленький друг» намеренно отличался от «Тайной истории», заявив: «Я хотела взять на себя совершенно другой набор технических проблем. „Тайная история“ была рассказана только с точки зрения Ричарда, а новая книга — многослойная, как „Война и мир“. Многие считают, что это самая сложная форма».

## Сюжет
В середине 1960-х годов, в День матери, Робин, старший ребёнок и единственный сын Дюфренов, семьи, живущей в Миссисипи, найден повешенным на дереве в семейном поместье. На момент смерти ему было всего девять лет, и убийство заставляет его мать, Шарлотту, впасть в депрессию, а отца, Диксона, бросить семью под предлогом работы.
Двенадцать лет спустя двум младшим сестрам Робина, Элисон и Гарриет, исполняется шестнадцать и двенадцать лет соответственно. Гарриет, младший ребёнок, считается особенно трудным, поскольку она очень умна, но бескомпромиссна. У Гарриет появилось нездоровое увлечение судьбой брата и прошлым её семьи. Её прадед, судья Клив, когда-то владел местным особняком «Tribulation», но в преклонном возрасте потерял семейное богатство.
Интерес Гарриет к загадке смерти брата приводит к тому, что она решает найти убийцу с неохотной помощью своего младшего, но преданного друга, мальчика Хели Халла. Непреклонная чернокожая служанка Дюфренов, Ида Рью, узнаёт, что незадолго до смерти Робин подрался с другим мальчиком. Гарриет узнаёт, что этот мальчик — Дэнни Рэтлифф, сын неблагополучной местной семьи. Фариш Рэтлифф, старший брат, управляет наркобизнесом с помощью Дэнни и при попустительстве своей бабушки Гам. Фариш, не особенно умный человек, планирует поставку наркотиков, спрятанную в грузовике, перевозящем ядовитых змей, которых другой брат, Юджин, использует для поддержки своей евангельской проповеди.
Гарриет считает, что убийца — Дэнни, и решает отомстить, украв кобру, которую держит Юджин, и подбросив её в автомобиль Дэнни Trans Am. Гарриет также расстроена тем, что родители недоброжелательно отнеслись к Иде, которую она очень любила. После почти катастрофической встречи с Рэтлиффами, когда братья пытаются перевезти наркотики, Гарриет и Хели удается украсть кобру из офиса Юджина. Они сбрасывают змею в Trans Am с заброшенного моста, но обнаруживают, что машиной управлял не Дэнни, а его бабушка Десна, которую кусает змея и её госпитализируют. Рэтлиффы делают вывод, что к нападению причастна Гарриет, и разыскивают её, когда она возвращается из летнего лагеря после смерти своей любимой двоюродной бабушки.
Дэнни решает украсть часть наркотиков своей семьи и уехать из города. Дэнни знает, что наркотики были спрятаны его братом после неудачной поставки в водонапорной башне, где их также находит Гарриет, которая бросает их в воду. Фариш становится всё более невменяемым от употребления собственного продукта и силой заставляет Дэнни поехать с ним. Дэнни едет к водонапорной башне, где смертельно ранит Фариша.
Убив брата, Дэнни обнаруживает в водонапорной башне Гарриет и пытается утопить её. Гарриет, которая по случайному совпадению тренировалась задерживать дыхание, делает вид, что тонет, но ей удается спастись, когда не умеющий плавать Дэнни падает в воду. Она выбирается из резервуара, но лестница обрушивается за ней, оставляя Дэнни тонуть.
Отец навещает Гарриет в больнице, и рассказывает, что Дэнни на самом деле был «маленьким другом» Робина и был очень расстроен, когда узнал о смерти Робина. Власти так и не обнаруживают причастности Гарриет и Хили к Рэтлиффам, поскольку врачи считают её состояние результатом эпилептического приступа.
Однако Дэнни не тонет в водонапорной башне. Вместо этого его арестовывают и обвиняют в убийстве брата.
Роман заканчивается тем, что личность убийцы Робина остаётся неизвестной.

## Темы
Существует некоторое сходство между обстановкой, временем и персонажами романа, особенно личностью Гарриет и её книгами, и биографией автора: действие происходит в штате Миссисипи, где в Гренаде прошло детство и Донны Тартт. Лейтмотивом романа, как и двух других, является скрытая тоска по утрате невинности и детства на пороге взрослой жизни. На вопрос, чего ей самой больше всего не хватало в детстве, Тартт отвечает: «Моей прабабушки, моей бабушки и моей тети — то есть моей семьи». Затем, после долгой паузы, она уточняет: «Семья моей матери. У меня нет контакта с отцом. Когда я говорю о своей семье, я имею в виду семью моей матери». […] Донна Тартт пережила своё детство как аутсайдер. В то время как она постоянно читала — предпочтительно книги Роберта Луиса Стивенсона, Джозефа Конрада или Эдгара Аллана По и уж точно не книжки для девочек вроде «Маленьких женщин», — её школьные друзья интересовались лошадьми. […] Маленькая Донна декламировала Уильяма Шекспира и Редьярда Киплинга, восторгалась археологом Генрихом Шлиманом и опубликовала своё первое стихотворение в Mississippi Literary Review в 13 лет. В подростковом возрасте она ходила в школу почти исключительно для того, чтобы сдавать экзамены. Остальное время она проводила за чтением дома. В детстве Тартт чувствовала себя скорее счастливой, чем одинокой в своей роли чудачки. Она настаивает, что не стала бы писательницей, если бы ей было трудно оставаться одной: «Это мой естественный образ жизни».
Отвечая на вопрос о подобных параллелях, Донна Тартт не хочет, чтобы «Маленький друг» воспринимался в деталях как автобиографический роман, но она хочет, чтобы он отражал некоторые основные настроения, которые она испытывала в своём детстве, проведённом на Юге: например, антиинтеллектуализм простого народа («В сельской южной бедности существует ужасная этика, согласно которой глупо добиваться успеха, и что люди будут смеяться над тобой») или потрясения в повседневной жизни, произошедшие в 1970-х годах («А потом каким-то образом в 1970-х годах они решили, что люди хотят ходить в торговые центры. Так что все застроено. Это вроде как происходит в моей книге — вы слышите бульдозеры, всё меняется»).
Книга в основном посвящена жизни Гарриет и её друга Хили, когда они расследуют смерть брата Гарриет Робина. На протяжении всей книги Гарриет ссылается на «Остров сокровищ», «Книгу джунглей», книгу о жизни Роберта Скотта и сказку о Царе Змей, в то время как Хили, напротив, часто ссылается на фильм «Из России с любовью».
Счастье и способы преодоления трагедии исследуются на протяжении всей книги, в основном как исследование характера. Многие взрослые в книге, от нерадивой матери Гарриет до суровой бабушки Гарриет Эди, смотрят на жизнь с позиции поражения и осторожности, соответственно, в отличие от более оптимистичных юношеских взглядов стойких, храбрых Гарриет и Хили. Братья-разбойники Фэриш и Дэнни Рэтлифф, оказавшиеся в мире наркотиков, большую часть времени выглядят несчастными. В книге мало внешне счастливых персонажей, кроме Кертиса Рэтлиффа и продавца автомобилей Роя Дайала.
Христианство упоминается в книге в виде проповедников, занимающихся ловлей змей, баптистов, мормонизма, а также в эпиграфе, приписываемом святому Фоме Аквинскому.
Тема смерти прослеживается в книге наряду с обманом смерти. Для Гарриет это увлечение связано с убийством её брата Робина ещё до того, как она стала достаточно взрослой, чтобы узнать его. Также это можно увидеть в интересе Гарриет к Гарри Гудини, упоминании Лазаря в баптистской церкви после смерти Робина, чтении Гарриет о Роберте Скотте, тренировке задержки дыхания для имитации подводных трюков Гудини, и в кульминации истории — побеге Гарриет от Дэнни Рэтлиффа, когда она притворяется мёртвой в водонапорной башне, задержав дыхание. Дэнни Рэтлифф также спасается от смерти в водонапорной башне — не умея плавать — прыгая со дна бака водонапорной башни в течение двух дней, чтобы глотнуть воздуха, пока его не обнаружат. Проповедник Лойал Риз из Кентукки, управляющий змеями, представляет собой одну из форм обмана смерти с помощью своих многочисленных ящиков со змеями и своей манеры проповеди. В двух случаях Гам и Юджин Рэтлифф были укушены ядовитыми змеями, и оба выжили. Фариш Рэтлифф, как говорят, выжил после огнестрельного ранения в голову в молодости, но он умирает от второго выстрела в голову позже в книге. Хили обманывает смерть, выпустив ядовитых змей Лояла в офисе Юджина при попытке скрыться незамеченным. После смерти двоюродной тёти Гарриет, Либби, увлечение Гарриет смертью становится более интенсивным и печальным, но автор, кажется, списывает поведение Гарриет на влияние её бабушки Эдит.
Динамика большой семьи и системы взаимовыручки — ещё одна тема книги. После смерти Робина семья объединяется, чтобы помочь воспитать Гарриет и Элисон, в то время как их мать большую часть дня проводит в своей спальне, а отец переезжает в другой штат на работу и заводит роман.

## Критика
Второй роман Тартт критики обычно сравнивают с успешным первым романом «Тайная история», и по сравнению с психологическим триллером он оценивается как длинный и утомительный для чтения, тем более что после пролога читатель снова ожидает захватывающего криминального сюжета:
«Как и его предшественник, этот роман хочет заворожить смесью триллера и романа воспитания, но, в отличие от своего предшественника, он хочет быть в первую очередь не развлекательным, а значительным, чтобы быть понятым как дань уважения классикам, таким как Стивенсон, Диккенс или Киплинг. „Маленький друг“ — более сложная, более зрелая книга, чем её предшественница — и все же менее успешная». Роман читается «трудоёмко, как неуклюжая, слишком длинная конструкция из отдельных частей, которые совсем не хотят сочетаться друг с другом». Другим критикам не нравится слишком замысловатая концовка и «смена перспективы, которая не везде убедительна». «Чётко выраженная резкость её первой книги уступила место некоторой инертности, которая, хотя и хорошо подходит к месту действия на американском Юге, но временами кажется немного утомительной»
Рут Франклин из «New Republic» и А. О. Скотт из «New York Times» положительно отозвались о книге. Франклин подчеркнула литературную «одержимость Тартт преступлениями, которые остаются безнаказанными». В то время как Скотт описал книгу как «трагический, лихорадочный реализм».
Роман получил литературную премию WH Smith Literary Award и был включён в шорт-лист Женской премии за художественную литературу в 2003 году.
Дизайн обложки разработан Чипом Киддом, дизайнером книжных обложек из Нью-Йорка.